# Pierre Bouladou
Pierre François Jean Bouladou (Montpellier, 18 novembre 1925 – Montpellier, 29 dicembre 2022) è stato un sollevatore francese.

## Carriera
Militò nell'AC Montpellier. Dopo aver vinto i campionati francesi juniores nel 1945 e i campionati seniores nel 1948, partecipò ai Giochi olimpici di Londra nel 1948 classificandosi al sesto posto e vincendo la medaglia d'oro come campione europeo nella stessa manifestazione. Due anni dopo, all'età di 24 anni e al culmine della carriera, si ritirò dalle competizioni per problemi cardiaci.
Scomparve nel dicembre del 2022 all'età di 97 anni.